# Lijst van beelden in Groningen-Binnenstad
De lijst van beelden in Groningen-Binnenstad is onderdeel van een verzameling lijsten van beelden in Groningen.

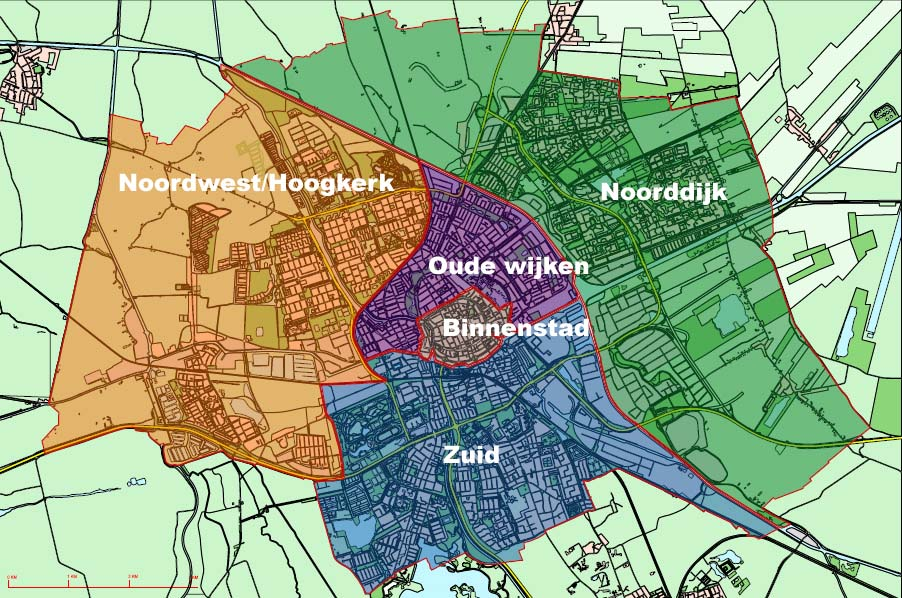
Indeling in stadsdelen

Onder een beeld wordt hier verstaan elk driedimensionaal kunstwerk in de openbare ruimte van de Nederlandse gemeente Groningen, waarbij beeld wordt gebruikt als verzamelbegrip voor sculpturen, standbeelden, installaties, gedenktekens en overige beeldhouwwerken.
De lijst is chronologisch, dat wil zeggen op volgorde van de eerste plaatsing van het beeld in de openbare ruimte.
Dit deel bevat de beelden in het stadsdeel Binnenstad, dat de volgende wijken en buurten omvat: Binnenstad.
Voor een volledig overzicht van de beschikbare afbeeldingen zie de categorie Beelden in Groningen-Binnenstad op Wikimedia Commons.
| Geplaatst    | Omschrijving                                         | Kunstenaar                                              | Straat                                                                   | Plaats    | Materiaal                                          | Foto              |
| ------------ | ---------------------------------------------------- | ------------------------------------------------------- | ------------------------------------------------------------------------ | --------- | -------------------------------------------------- | ----------------- |
| 1557         | Gevelsteen met twee engelen                          | onbekend                                                | Gelkingestraat 39                                                        | Groningen | natuursteen                                        |                   |
| 1626         | ICK.KICK.NOCH.INT                                    | onbekend                                                | Oude Kijk in 't Jatstraat 79                                             | Groningen | zandsteen                                          |                   |
| 1627         | weesjongen en -meisje                                | onbekend                                                | Rode Weeshuisstraat, Rode Weeshuis                                       | Groningen | zandsteen                                          |                   |
| 1640         | Poort St. Geertruidsgasthuis                         | onbekend                                                | Peperstraat 22                                                           | Groningen | steen                                              |                   |
| 1664         | Poort St. Anthonygasthuis                            | onbekend                                                | Rademarkt 29                                                             | Groningen | zandsteen                                          |                   |
| 1731         | Zonnewijzerpoort                                     | G. Cremer/J. Doornbusch                                 | Turfsingel z.z. 43                                                       | Groningen | metaal, steen, verf                                |                   |
| 19e eeuw     | Jozef met lelietak/Maria met kind                    | onbekend                                                | Martinikerkhof 1 (Martinitoren)                                          | Groningen | zandsteen                                          |                   |
| 1849         | Gevelsteen met hert                                  | onbekend                                                | Oude Ebbingestraat 91                                                    | Groningen | zandsteen                                          |                   |
| 1861         | monument Theodorus van Swinderen                     | Johannes Hinderikus Egenberger                          | Oude Kijk in 't Jatstraat 7                                              | Groningen |                                                    |                   |
| 1865         | Ceres                                                | Philip Enthoven?                                        | Akerkhof 1 (Korenbeurs)                                                  | Groningen | zink                                               |                   |
| 1865         | Neptunus                                             | Philip Enthoven?                                        | Akerkhof 1 (Korenbeurs)                                                  | Groningen | zink                                               |                   |
| 1865         | Mercurius                                            | Philip Enthoven?                                        | Akerkhof 1 (Korenbeurs)                                                  | Groningen | zink                                               |                   |
| 1874         | Timpaan met zwaan (Lutherse kerk)                    | onbekend                                                | Haddingestraat 23                                                        | Groningen | stucwerk, verf                                     |                   |
| 1883         | Hygieia                                              | Emil Bourgonjon                                         | Broerstraat 9                                                            | Groningen | Udelfanger                                         |                   |
| 1883         | Naamloos                                             | Emil Bourgonjon                                         | Broerstraat 9                                                            | Groningen | steen                                              |                   |
| ca. 1900?    | Vrouwe Justitia                                      | Petrus Ackermans                                        | Oude Boteringestraat 38                                                  | Groningen | zandsteen                                          |                   |
| 1904         | Kraagstenen met aapjes (2 exemplaren)                | onbekend                                                | Brugstraat 7                                                             | Groningen | hardsteen                                          |                   |
| 1904         | Reliëf met vrouwenkoppen (twee delen)                | onbekend                                                | Oude Ebbingestraat 76                                                    | Groningen | hout                                               |                   |
| 1905         | Gevelreliëfs                                         | Arie van der Lee                                        | Ubbo Emmiussingel 110 (Huize Tavenier)                                   | Groningen | hardsteen, Bremer zandsteen                        |                   |
| 1906         | Geveldecoratie met vrouwfiguren en bloemmotieven     | G. en K. Hoekzema?                                      | Oude Kijk in 't Jatstraat 42                                             | Groningen | hardsteen, hout                                    |                   |
| 1909         | Minerva, Scientia, Historia, Prudentia, Mathematica  | Petrus Ackermans                                        | Broerstraat, Academiegebouw                                              | Groningen | zandsteen                                          |                   |
| 1910         | Omlijsting met reliëfs van aapjes                    | onbekend                                                | Pelsterstraat 44                                                         | Groningen | zandsteen                                          |                   |
| 1910         | Reliëfs van schip en stuurman (2 exemplaren)         | onbekend                                                | Gedempte Zuiderdiep 139                                                  | Groningen | zandsteen                                          |                   |
| 1916         | Sluitsteen met ramskop                               | Wim Haver                                               | Astraat 1                                                                | Groningen | natuursteen, verf                                  |                   |
| 1918         | Handel en Nijverheid                                 | onbekend                                                | Nieuwe Sint Jansstraat 11                                                | Groningen | zandsteen                                          |                   |
| 1918         | Wapen van Groningen                                  | onbekend                                                | Nieuwe Sint Jansstraat 11                                                | Groningen | zandsteen                                          |                   |
| 1922         | Langs moeders graf, monument Jozef Israëls           | Abraham Hesselink                                       | Hereplein                                                                | Groningen | brons                                              |                   |
| 1922         | reliëf Jozef Israëls                                 | Abraham Hesselink                                       | Hereplein                                                                | Groningen | brons                                              |                   |
| 1927         | Karel de Vijfde                                      |                                                         | Martinikerkhof                                                           | Groningen |                                                    |                   |
| 1928         | Zonder titel (2 gevelornamenten)                     | Willem Valk                                             | Gedempte Zuiderdiep 96                                                   | Groningen | syeniet                                            |                   |
| 1929         | De Clocke                                            | onbekend                                                | Tussen Beide Markten 6                                                   | Groningen | ?                                                  |                   |
| 1929         | Zonder titel (3 delen)                               | Willem Valk                                             | Herestraat/Herebinnensingel                                              | Groningen | zandsteen                                          |                   |
| 1930         | "Politieman, Handboeien, Sleutelbos"                 | Willem Valk                                             | Ubbo Emmiusstraat 1A                                                     | Groningen | syeniet                                            |                   |
| 1931         | plaquette dr. W.H. Mansholt                          | Willem Valk                                             | Oostersingel                                                             | Groningen | brons                                              |                   |
| 1938         | Gevelsteen met apotheker                             | onbekend                                                | W.A. Scholtenstraat 5                                                    | Groningen | kalksteen                                          |                   |
| 1938         | Fauntjes en andere figuren (14 exemplaren)           | Willem Valk                                             | Gedempte Zuiderdiep 31, gebouw De Faun                                   | Groningen | diabassteen                                        | Meer afbeeldingen |
| 1938         | 6 sluitstenen en 18 tableaus                         | Coen Brouwer                                            | Gedempte Zuiderdiep 31, gebouw De Faun                                   | Groningen | groen terracotta                                   | Meer afbeeldingen |
| 1938         | Stern op bol                                         | Willem Valk                                             | Sluiskade/Museumbrug                                                     | Groningen | koper                                              |                   |
| 1940         | De Telegrafie                                        | Willem Valk                                             | Schuitemakersstraat                                                      | Groningen | steen                                              |                   |
| 1940         | Sint Maarten, Bernef, Agricola                       | Willem Valk                                             | Martinikerkhof 1, Martinitoren                                           | Groningen | kalksteen?                                         |                   |
| Vlak na WOII | Alkmaarse Kaasdragers                                | Anno Smith                                              | Westerkade 16                                                            | Groningen | keramiek                                           |                   |
| 1946         | Gedenksteen vernietiging Kangaroo Phyllis            | onbekend                                                | Ubbo Emmiusstraat t.o. 28                                                | Groningen | ?                                                  |                   |
| 1948         | Gevelsteen met apotheeksymbool                       | Rinus Meijer                                            | Herestraat/Raamstraat                                                    | Groningen | kalksteen                                          |                   |
| 1949         | 'Spelende kinderen'                                  | Rinus Meijer                                            | Kruitstraat                                                              | Groningen | zandsteen                                          |                   |
| 19??         | Tableau met harp en flambouw                         | Anno Smith                                              | Kreupelstraat 10-12 / Jacobijnerstraat                                   | Groningen | geglazuurd terracotta?                             |                   |
| 1951         | Veulen                                               | Wladimir de Vries                                       | Radesingel                                                               | Groningen | brons                                              |                   |
| 1951         | korendrager, koopvrouw, scheepsbouwer en visvrouw    | Willem Valk                                             | Kijk in 't Jatbrug                                                       | Groningen | graniet                                            |                   |
| 1952         | Zonder titel (gevelsteen Thea de Boer)               | Thees Meesters                                          | Heresingel                                                               | Groningen | natuursteen                                        |                   |
| 1953         | Landbouw en veeteelt                                 | Wladimir de Vries                                       | Herebrug                                                                 | Groningen | brons                                              | Meer afbeeldingen |
| 1955         | Kind met lam                                         | Fransje Carbasius                                       | Ubbo Emmiussingel                                                        | Groningen | brons                                              |                   |
| 1957         | Sint Maarten                                         | Egbert Reitsma                                          | Grote Markt 24                                                           | Groningen | baksteen                                           |                   |
| 1957         | Zonder titel                                         | Wessel Couzijn                                          | Grote Markt 22                                                           | Groningen | travertijn                                         |                   |
| 1957         | gevelsteen M.E. Linhoffstichting                     | Wladimir de Vries                                       | Oude Kijk in 't Jatstraat                                                | Groningen | natuursteen                                        |                   |
| ca. 1958     | gedenksteen Mutua Fides                              | Rinus Meijer                                            | Grote Markt 21 (bij voormalige V&D)                                      | Groningen | steen                                              |                   |
| 1958         | Bro bro brille                                       | Gunnar Westman                                          | Oude Ebbingestraat 18 (bij voormalige V&D)                               | Groningen | natuursteen                                        |                   |
| 1958         | Zonder titel (2 gevelplastieken)                     | Wladimir de Vries                                       | Reitemakersrijge                                                         | Groningen | kalksteen                                          |                   |
| 1958         | Zonder titel (13 exemplaren)                         | Pieter Starreveld                                       | Grote Markt 26 (in januari 2012 tijdelijk verwijderd ivm sloop Oostwand) | Groningen | natuursteen                                        |                   |
| 1959         | Het verkeer                                          | Willem Reijers                                          | Emmabrug                                                                 | Groningen | brons                                              |                   |
| 1959         | Sint-Joris en de draak (provinciaal oorlogsmonument) | Oswald Wenckebach                                       | Martinikerkhof                                                           | Groningen | brons en natuursteen                               | Meer afbeeldingen |
| 1960         | Zittende jongeling                                   | Frederik Engel Jeltsema                                 | Emmaplein                                                                | Groningen | brons                                              |                   |
| 1964         | Bever                                                | Teun Roosenburg                                         | Sint Jansstraat                                                          | Groningen | kalksteen                                          |                   |
| 1965         | De Grote Verscheuring                                | Pierluca                                                | Gedempte Kattendiep                                                      | Groningen | brons                                              |                   |
| 1965         | vloermozaïek                                         | Jan van der Zee                                         | Ubbo Emmiussingel 59, 59a                                                | Groningen | natuursteen                                        |                   |
| 1970         | Bevrijdingsplaquette                                 | Willem Valk                                             | Grote Markt                                                              | Groningen | brons                                              |                   |
| 1971         | Fietsles                                             | Kees Verkade                                            | Ubbo Emmiussingel                                                        | Groningen | brons                                              |                   |
| 1971         | Zonder titel                                         | André Volten                                            | Rademarkt                                                                | Groningen | rvs                                                |                   |
| 1972         | Carl von Rabenhaupt                                  | Willem Valk                                             | Grote Markt                                                              | Groningen | brons                                              |                   |
| 1973         | Zonder titel                                         | Jef Depassé                                             | Steenhouwerskade                                                         | Groningen | messing                                            |                   |
| 1975         | Zittende vrouw                                       | Bastiaan de Groot                                       | Turfsingel 23                                                            | Groningen | vaurion                                            |                   |
| 1979         | Haan                                                 | Klaas van Dijk                                          | Ubbo Emmiussigel                                                         | Groningen | rood koper                                         |                   |
| 1979         | Zonder titel (ruit)                                  | Ulrich Rückriem                                         | Ubbo Emmiussingel                                                        | Groningen | steen                                              |                   |
| 1982         | Vijf Mei-vlag                                        | Henri de Wolf                                           | Nieuwstad                                                                | Groningen | staal                                              |                   |
| 1984         | Dreckschnabel                                        | Hans Mes                                                | Bij de Sluis                                                             | Groningen | brons                                              |                   |
| 1984         | Stap                                                 | Peter Stut (sokkel) en Eja Siepman van den Berg (beeld) | Gedempte Zuiderdiep 158                                                  | Groningen | brons, natuursteen                                 |                   |
| 1985         | Anti-kernwapenmonument                               | Hugo Hol                                                | Emmaplein                                                                | Groningen | messing en hardsteen                               |                   |
| 1985         | Gedenksteen 100 jaar Sociaal Demokratische Bond      | Henri de Wolf                                           | A-Kerkhof/Folkingestraat                                                 | Groningen | marmer                                             |                   |
| 1987         | Monument Hendrik de Vries                            | Norman Burkett                                          | Sint Jansstraat                                                          | Groningen | brons                                              |                   |
| 1988         | Buste Aletta Jacobs                                  | Theresia van der Pant                                   | Oude Kijk in 't Jatstraat 26, Harmonie-voorplein)                        | Groningen | brons                                              |                   |
| 1988         | Zonder titel                                         | Kie Ellens                                              | Schoolholm                                                               | Groningen | staal                                              |                   |
| 1989         | Twee pergola's                                       | Fred van Hessen                                         | Bleekveld 1 en t.o. 19                                                   | Groningen | staal, verf                                        |                   |
| 1990         | 'Cruoninga' (Stadsmarkering)                         | Paul Virilio                                            | Martinikerkhof                                                           | Groningen |                                                    | Meer afbeeldingen |
| 1991         | Zonder titel (vier zuiltjes)                         | Gjalt Blaauw                                            | Heresingel                                                               | Groningen | trachiet                                           |                   |
| 1992         | Zonder titel                                         | Aryaan Harshagen                                        | Oude Boteringestraat 18                                                  | Groningen | graniet                                            |                   |
| 1992         | Winkelhaak                                           | Hans Mes                                                | W.A. Scholtenstraat bij de loge L'Union Provinciale                      | Groningen | Balmoral graniet, messing                          |                   |
| 1992         | Toorts                                               | Hans Rikken                                             | Broerstraat                                                              | Groningen | hout, muschelkalk                                  |                   |
| 1994         | Ubbo Emmius-monument                                 | Herbert Janse                                           | Broerplein                                                               | Groningen | beton, beuk                                        |                   |
| 1994         | Zonder titel (drie mensfiguren)                      | Jan Steen                                               | Schoolholm, bij Ten Cathrienen                                           | Groningen | brons                                              |                   |
| 1994         | Zonder titel                                         | Ronald van Tienhoven                                    | Rode Weeshuisstraat (binnenplaats)                                       | Groningen |                                                    |                   |
| 1995         | Werkman-monument                                     | Armando                                                 | Heresingel                                                               | Groningen | brons                                              |                   |
| 1995         | De vier elementen (6 delen)                          | Ron Caspers                                             | Poortersplein                                                            | Groningen | staal                                              |                   |
| 1996         | Farsi Largo/Making space                             | Janet Mullarney                                         | Waagplein                                                                | Groningen |                                                    | Meer afbeeldingen |
| 1996         | Zonder titel                                         | Rommert Boonstra                                        | Herebrug (tijdelijk verwijderd voor restauratie)                         | Groningen | doek                                               |                   |
| 1996         | Bus-stops                                            | Loes Heebink en Shlomo Schwarzberg                      | Oosterstraat/Gelkingestraat                                              | Groningen | lexaan, neonlicht, roestvrij staal                 |                   |
| 1996         | Gevelsteen met gedicht                               | Jean Pierre Rawie                                       | Guldenstraat                                                             | Groningen | marmer                                             |                   |
| 1996         | Appuntamento con la musica                           | Roberto Barni                                           | Waagplein                                                                | Groningen | brons                                              |                   |
| 1996         | Zonder titel (kraai op nok)                          | Gert Sennema                                            | Waagstraat                                                               | Groningen | gebrand appelhout                                  |                   |
| 1997         | Galgal Hamazalot                                     | Joseph Semah                                            | Folkingestraat                                                           | Groningen | brons                                              |                   |
| 1997         | Het voorgesneden paradepaard                         | Marijke Gémessy                                         | Folkingestraat                                                           | Groningen | keramiek                                           |                   |
| 1997         | Ook hier                                             | Peter de Kan                                            | Folkingestraat                                                           | Groningen | baksteen                                           |                   |
| 1997         | Portaal                                              | Gert Sennema                                            | Folkingestraat                                                           | Groningen | brons en hardsteen                                 |                   |
| 1997         | Zonder titel                                         | Allie van Altena                                        | Folkingestraat 10 en 20                                                  | Groningen | email, ijzer                                       |                   |
| 1997         | Over bruggen                                         | Peter de Kan en Hendrik Werkman                         | onderzijde Oosterbrug                                                    | Groningen | aluminium                                          |                   |
| 1997         | Losing Thoughts                                      | Hans Rikken                                             | Broerstraat                                                              | Groningen | hout                                               |                   |
| 1997         | Zonder titel (kraai in vensterbank)                  | Gert Sennema                                            | Grote Markt 1, stadhuis                                                  | Groningen | gebrand appelhout                                  |                   |
| 1998         | Boteringepoort                                       | Efraim Milikowski                                       | Oude Boteringestraat 72-74                                               | Groningen | metaal, neonlicht, plexiglas                       |                   |
| 1999         | Non scholae sed vitae                                | Marte Röling                                            | Oude Kijk in 't Jatstraat 26, Harmonie-middenplein                       | Groningen | polyester op betonnen sokkel                       |                   |
| 1999         | Om tien uur opent het museum zijn poorten…           | Rommert Boonstra                                        | Praediniussingel 59 (stadstuin)                                          | Groningen | graniet (verde candaias)                           |                   |
| 1999, 2007   | Een oase in de stad                                  | Noud de Wolf                                            | Praediniussingel 59/Reitemakersrijge                                     | Groningen | Anröchter natuursteen, cortenstaal, planten, water | Meer afbeeldingen |
| 2000         | Op de eerste beschreven pagina van mijn verleden…    | Rommert Boonstra                                        | Eeldersingel 38 (stoep)                                                  | Groningen | graniet                                            |                   |
| 2001         | Zonder titel (3 exemplaren)                          | Albert Geertjes en Peter de Kan                         | Martinitoren                                                             | Groningen | gegalvaniseerd ijzer, halogeenlampen               |                   |
| 2002         | Mediterende begijnen                                 | Ron Caspers                                             | Tuin academiegebouw                                                      | Groningen | cortenstaal                                        |                   |
| 2002         | Versus                                               | Yland/Metz                                              | Oude Kijk in 't Jatstraat 26, Harmonie-plafond, onder de bogen)          | Groningen |                                                    |                   |
| 2002         | Glitterstenen                                        | Saar Oosterhof                                          | Pelsterstraat                                                            | Groningen | glitter, hars, kleurpigmenten                      |                   |
| 2003         | La condition humaine                                 | Lex Bekink                                              | Grote Kruisstraat                                                        | Groningen | steen                                              |                   |
| 2003         | Secret Life in a Public Body                         | Henk Visch                                              | Voormalig Klein Poortje, Oosterhaven                                     | Groningen | brons                                              |                   |
| 2005         | De twaalf gouden uilen van Pallas Athena             | Wia van Dijk                                            | Oude Kijk in 't Jatstraat 26 (Harmonie-middenplein, timpaan)             | Groningen | bladgoud, lak, polyurethaan en verf                |                   |
| 2009         | De 7 Hommes Nesten                                   | Margriet Diertens                                       | Poortersplein (Tuin van Hommes)                                          | Groningen | brons                                              |                   |
| 2009         | reliëf Bonifatius                                    | Gosse Dam                                               | Radesingel, aan Sint-Jozefkerk                                           | Groningen | brons                                              |                   |
| 2009         | Zonder titel (zitobjecten)                           | Erna de Bie                                             | Coehoornsingel 14 (binnenplaats Remonstrantse Kerk)                      | Groningen | eikenhout, Belgisch hardsteen                      |                   |
| 2011         | Zonder titel (kikkercyclus)                          | Jan Steen                                               | Hoge der A                                                               | Groningen | brons                                              |                   |
| 2011         | Taking you there                                     | Hans Rikken                                             | Broerstraat                                                              | Groningen | steen, koper en hout                               |                   |
| 2011         | Kingfisher                                           | Hans Rikken                                             | Broerstraat                                                              | Groningen | steen, koper en hout                               |                   |
| 2018         | Beeld voor de Vishoek                                | Anne Wenzel                                             | Vishoek                                                                  | Groningen | keramiek                                           | Meer afbeeldingen |